# Liste der Bodendenkmäler in Höxter
Die Liste der Bodendenkmäler in Höxter enthält die denkmalgeschützten unterirdischen baulichen Anlagen, Reste oberirdischer baulicher Anlagen, Zeugnisse tierischen und pflanzlichen Lebens und paläontologischen Reste auf dem Gebiet der Stadt Höxter im Kreis Höxter in Nordrhein-Westfalen (Stand: August 2020). Diese Bodendenkmäler sind in Teil B der Denkmalliste der Stadt Höxter eingetragen; Grundlage für die Aufnahme ist das Denkmalschutzgesetz Nordrhein-Westfalen (DSchG NRW).
| Bild           | Bezeichnung                                                    | Lage                                         | Beschreibung | Bauzeit | Eingetragen seit | Denkmal- nummer |
| -------------- | -------------------------------------------------------------- | -------------------------------------------- | ------------ | ------- | ---------------- | --------------- |
|                | Thonenburg                                                     | Albaxen                                      |              |         | 21.03.1996       |                 |
|                | Grabhügelgruppe                                                | Bödexen                                      |              |         | 14.11.1990       |                 |
|                | Mittelalterliche Wallburg und Hohlwegbündel                    | Bödexen                                      |              |         | 14.11.1990       |                 |
|                | Mittelalterlicher Siedlungsplatz                               | Bosseborn                                    |              |         | 14.11.1990       |                 |
|                | Grabhügel                                                      | Brenkhausen                                  |              |         | 14.11.1990       |                 |
|                | Klosteranlage                                                  | Brenkhausen                                  |              |         | 31.07.1991       |                 |
|                | Grabhügelgruppe                                                | Bruchhausen                                  |              |         | 14.11.1990       |                 |
|                | Siedlungsplatz Ikenrode                                        | Bruchhausen                                  |              |         | 18.06.1993       |                 |
|                | Klosteranlage                                                  | Corvey                                       |              |         | 03.09.1990       |                 |
|                | Stadtwüstung                                                   | Corvey                                       |              |         | 03.09.1990       |                 |
|                | Stadtwüstung (Restareal)                                       | Corvey                                       |              |         | 19.05.1992       |                 |
|                | Stadtwüstung, nordwestlicher Teilbereich                       | Corvey                                       |              |         | 03.05.1989       |                 |
|                | Stadtwüstung (bisher nicht erfasste Bereiche)                  | Corvey                                       |              |         | 04.10.1999       |                 |
|                | Grabhügelgruppe                                                | Godelheim                                    |              |         | 14.11.1990       |                 |
|                | Grabhügelgruppe (24 Grabhügel)                                 | Godelheim                                    |              |         | 14.11.1990       |                 |
|                | Spätmittelalterliche Landwehr                                  | Godelheim am Osthang unterhalb der Brunsburg |              |         | 14.11.1990       |                 |
|                | Verlauf der Grube                                              | Höxter                                       |              |         | 07.09.1992       |                 |
|                | Spätmittelalterliche Landwehr                                  | Höxter, Albaxen, Brenkhausen am Räuscheberg  |              |         | 14.11.1990       |                 |
|                | Jüdischer Friedhof                                             | Höxter Corbiestraße                          |              |         | 20.04.1995       |                 |
|                | drei Grabhügel                                                 | Höxter                                       |              |         | 14.11.1990       |                 |
|                | Eckbereich Sackstraße/Uferstraße                               | Höxter                                       |              |         | 30.06.1997       |                 |
|                | Grabhügel und Erdwerk                                          | Höxter                                       |              |         | 14.11.1990       |                 |
|                | Grabhügelgruppe                                                | Höxter am Räuschenberg                       |              |         | 29.09.1998       |                 |
|                | Fäkalienschacht im Bereich des Wendehammers                    | Höxter Heiligengeiststraße                   |              |         | 02.03.1988       |                 |
|                | Hohlwegbündel                                                  | Höxter                                       |              |         | 14.11.1990       |                 |
|                | Hohlwegbündel, Abschnitt der alten Fernstraße Paderborn/Höxter | Höxter                                       |              |         | 14.11.1990       |                 |
|                | Spätmittelalterliche Landwehr                                  | Höxter Ostufer der Schelpe                   |              |         | 14.11.1990       |                 |
|                | Brunnen                                                        | Höxter Rosenstraße/Nagelschmiedstraße        |              |         | 23.08.1989       |                 |
|                | Spätmittelalterliche Landwehr                                  | Höxter am Bismarckturm                       |              |         | 14.11.1990       |                 |
|                | Spätmittelalterliche Landwehr                                  | Höxter am Brenkhäuser Turm                   |              |         | 14.11.1990       |                 |
|                | Spätmittelalterliche Landwehr                                  | Höxter am Oberen Schleifental                |              |         | 14.11.1990       |                 |
|                | Städtische Landwehr                                            | Höxter westlich des Brenkhäuser Turmes       |              |         | 30.09.1998       |                 |
|                | Kloakenschacht und mittelalterlicher Keller des Steinhauses    | Höxter Stummrigestraße 14                    |              |         | 14.11.1990       |                 |
|                | Brunnen und Fäkalienschacht                                    | Höxter Stummrigestraße 20                    |              |         | 02.03.1988       |                 |
| weitere Bilder | Tom Roden                                                      | Höxter                                       |              |         | 13.11.1989       |                 |
|                | Wallburg                                                       | Höxter                                       |              |         | 14.11.1990       |                 |
|                | Spätmittelalterliche Landwehr                                  | Lütmarsen am Knüllberg                       |              |         | 14.11.1990       |                 |
|                | zwei Grabhügel                                                 | Lütmarsen                                    |              |         | 14.11.1990       |                 |
|                | frühzeitliche Kalkbrennerei Corveyer Forst                     | Ovenhausen                                   |              |         | 21.09.2000       |                 |
|                | Siedlungsplatz Tenske                                          | Ovenhausen                                   |              |         | 30.03.1993       |                 |
|                | zwei Grabhügel                                                 | Ovenhausen                                   |              |         | 14.11.1990       |                 |
|                | Hohlwegbündel                                                  | Stahle                                       |              |         | 14.11.1990       |                 |
|                | Hohlwegbündel                                                  | Stahle                                       |              |         | 14.11.1990       |                 |
|                | Hohlwegbündel                                                  | Stahle                                       |              |         | 14.11.1990       |                 |
|                | Siedlungsplatz Mersche                                         | Stahle                                       |              |         | 30.03.1993       |                 |